# Liste der Deutschen Meister im 24-Stunden-Lauf
Der 24-Stunden-Lauf ist eine Form des Ultramarathons, bei dem die Läufer innerhalb von 24 Stunden eine möglichst lange Strecke zurücklegen.
Der Wettbewerb fand erstmals im Jahr 2019 Aufnahme ins Programm offizieller Deutscher Leichtathletikmeisterschaften.

## Deutsche Meisterschaftsrekorde
| Einzelwertungen      | Männer | 278,3125 km | Felix Weber (SportTrend Ultralaufteam Braunschweig)                                      | Braunschweig | 27./28. Mai 2023 |
| Einzelwertungen      | Frauen | 240,3089 km | Anne Stephan (Die Laufpartner)                                                           | Braunschweig | 27./28. Mai 2023 |
| Mannschaftswertungen | Männer | 697,08 km   | SportTrend Ultralaufteam Braunschweig (Felix Weber, Patrick Kaczynski, Torben Bernhardt) | Braunschweig | 27./28. Mai 2023 |
| Mannschaftswertungen | Frauen | 616,25 km   | Die Laufpartner (Anne Stephan, Marieke Broeren, Jasmin Beer)                             | Braunschweig | 27./28. Mai 2023 |

## Deutsche Meister (DLV)
| Jahr | Ort                    | Datum          | Männer                                              | Strecke [km]                         | Frauen                                  | Strecke [km]                         |
| ---- | ---------------------- | -------------- | --------------------------------------------------- | ------------------------------------ | --------------------------------------- | ------------------------------------ |
| 2025 | Gotha                  | 7./8. Juni     | Norman Mascher-Aspensjö (SCC Berlin)                | 243,2470                             | Katrin Ochs (LG Filder)                 | 212,2890                             |
| 2024 | Bottrop                | 20./21. Juli   | Norman Mascher-Aspensjö (SCC Berlin)                | 223,1500                             | Julia Jezek (Die Laufpartner)           | 196,3850                             |
| 2023 | Braunschweig           | 27./28. Mai    | Felix Weber (SportTrend Ultralaufteam Braunschweig) | 278,3125                             | Anne Stephan (Die Laufpartner)          | 240,3089                             |
| 2022 | Bottrop                | 14./15. Mai    | Florian Reus (Laufgemeinschaft Würzburg)            | 253,8490                             | Anne Stephan (Die Laufpartner)          | 230,5510                             |
| 2021 | Bad Blumau, Österreich | 3./4. Juli     | Martin Armenat (Lauffeuer Fröttstädt)               | 231,8900                             | Julia Jezek (Die Laufpartner)           | 225,6400                             |
| 2020 | Schwindegg             | 3./4. Oktober  | wegen der COVID-19-Pandemie abgesagt                | wegen der COVID-19-Pandemie abgesagt | wegen der COVID-19-Pandemie abgesagt    | wegen der COVID-19-Pandemie abgesagt |
| 2019 | Bottrop                | 24./25. August | Felix Weber (SportTrend Ultralaufteam Braunschweig) | 247,2180                             | Antje Krause (Ultra Sport Club Marburg) | 218,3460                             |

## Mannschaften: Deutsche Meister (DLV)
| Jahr | Ort                    | Datum          | Männer                                                                                   | Strecke [km]                         | Frauen                                                                  | Strecke [km]                         |
| ---- | ---------------------- | -------------- | ---------------------------------------------------------------------------------------- | ------------------------------------ | ----------------------------------------------------------------------- | ------------------------------------ |
| 2025 | Gotha                  | 7./8. Juli     | LG Ultralauf (Eike Kleiner, Klaus Haake, Adam Hetmanski)                                 | 551,047                              | LG Mauerweg Berlin (Lore Steiner, Mandy Gandecki, Dorothee Serries)     | 526,562                              |
| 2024 | Bottrop                | 20./21. Juli   | LG Ultralauf (Klaus Haake, Fabian Benz, Sven Furrer)                                     | 551,047                              | Die Laufpartner (Julia Jezek, Katharina Mühlhoff, Jasmin Beer)          | 526,562                              |
| 2023 | Braunschweig           | 27./28. Mai    | SportTrend Ultralaufteam Braunschweig (Felix Weber, Patrick Kaczynski, Torben Bernhardt) | 697,080                              | Die Laufpartner (Anne Stephan, Marieke Broeren, Jasmin Beer)            | 616,250                              |
| 2022 | Bottrop                | 14./15. Mai    | Laufgemeinschaft Würzburg (Georg Braungart, Marko Gränitz, Florian Reus)                 | 625,599                              | LG Ultralauf (Miriam Kudermann, Katrin Gottschalk, Katrin Tüg-Hilbert)  | 597,693                              |
| 2021 | Bad Blumau, Österreich | 3./4. Juli     | Laufgemeinschaft Würzburg (Florian Reus, Marko Gränitz, Walter Zimmermann)               | 573,510                              | Die Laufpartner (Julia Jezek, Anne Stephan, Marieke Broeren)            | 581,330                              |
| 2020 | Schwindegg             | 3./4. Oktober  | wegen der COVID-19-Pandemie abgesagt                                                     | wegen der COVID-19-Pandemie abgesagt | wegen der COVID-19-Pandemie abgesagt                                    | wegen der COVID-19-Pandemie abgesagt |
| 2019 | Bottrop                | 24./25. August | SportTrend Ultralaufteam Braunschweig e. V. (Felix Weber, Fabian Wolf, Thomas Sommer)    | 605,926                              | Laufclub BlueLiner (Ilka Friedrich, Tanja Elezovic, Brigitte Rodenbeck) | 479,583                              |